# خوزه مانوئل روکا
خوزه مانوئل روکا (انگلیسی: José Manuel Roca؛ زادهٔ ۲۸ فوریهٔ ۱۹۷۶) بازیکن فوتبال اهل اسپانیا است.
از باشگاه‌هایی که در آن بازی کرده‌است می‌توان به باشگاه فوتبال رئال مادرید سی، باشگاه فوتبال رئال مورسیا، باشگاه فوتبال رئال مادرید کاستیا، باشگاه فوتبال سابادل، و باشگاه فوتبال ویارئال اشاره کرد.
وی همچنین در تیم‌های ملی فوتبال زیر ۱۷ سال اسپانیا و زیر ۱۸ سال اسپانیا بازی کرده‌است.